# Dorothea Visser

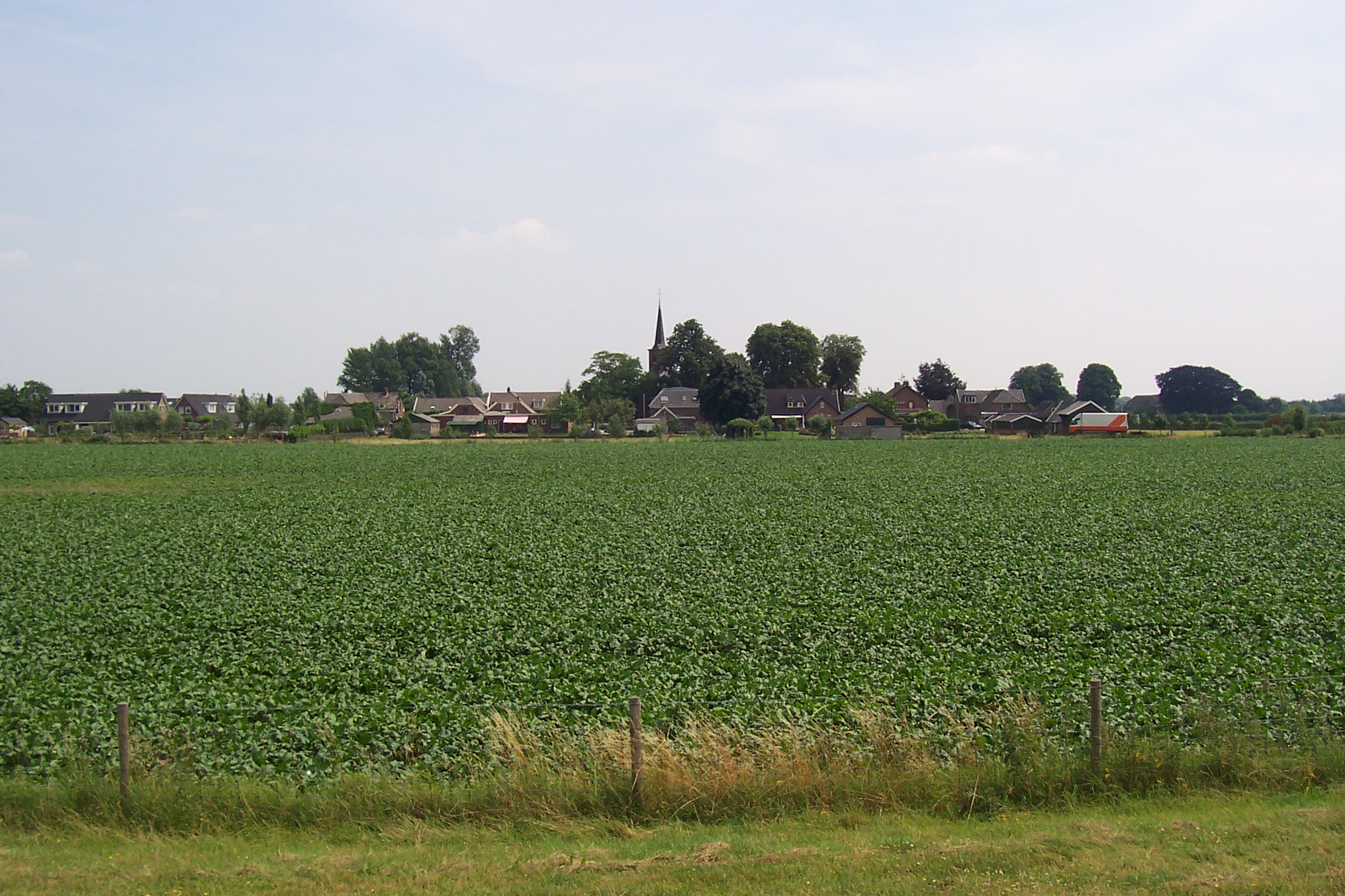
Olburgen, het dorp waar Dorothea Visser begraven ligt

Dorothea (Dora) Visser (Gendringen, 28 september 1819 - Olburgen, 12 juli 1876) was een Nederlandse rooms-katholieke mystica en zieneres, die de kruiswonden van Christus aan haar lichaam droeg. Een proces tot zaligverklaring is in 2013 in Rome aanhangig gemaakt.

## Leven
Dora Visser werd geboren in een arme daglonersfamilie te Gendringen in een katholiek deel van de Achterhoek. Ze was de middelste van negen kinderen. 
Op 12-jarige leeftijd moest ze in betrekking op een boerderij. Bij het weiden van de koeien kwam het meisje na een stoot van een koe ten val. Ze liep daarbij een wond aan een been op die niet genas. Ze werd mank en kon in het vervolg alleen nog zittend werk doen. De jonge Dora was een vrome katholiek en offerde haar persoonlijk lijden op voor de bekering van zondaars uit liefde voor Jezus Christus. 
Vanaf december 1843, ze is dan 24 jaar oud, ontving Visser de stigmata van Christus aan haar lichaam. Haar geestelijk leidsmannen en biechtvaders, aanvankelijk kapelaan Herfkens en later kapelaan Teus Kerkhof, documenteerden het verborgen lijden en leven van Dora Visser nauwkeurig in dagboeken.
In de pers werd Visser echter aangevallen en beschuldigd van oplichting. Juist in deze tijd kwam het omstreden herstel van de bisschoppelijke hiërarchie in Nederland tot stand, dat een golf van antipapisme en antiklerikalisme veroorzaakte onder zowel calvinisten als radicale liberalen. Mede hierom plaatste de aartsbisschop van Utrecht Joannes Zwijsen kapelaan Kerkhof in 1861 over naar Zieuwent, ook gelegen in de Achterhoek. 
Enige tijd later werd Kerkhof overgeplaatst naar Kloosterburen, een afgelegen katholieke exclave in de provincie Groningen. Teus Kerkhof nam Dora Visser mee als zijn huihoudster en sacristiehulp. In Kloosterburen traden bij Visser vervolgens dezelfde mystieke verschijnselen op. 
In 1872 werd Kerkhof pastoor van de parochie H. Willibrordus te Olburgen. Aldaar, in de pastorie van Olburgen, overleed Dora Visser op 12 juli 1876. De mystica werd op het plaatselijke kerkhof begraven. Pastoor Kerkhof merkte in zijn aantekeningen op dat zij op dat moment bijna drieëndertig jaar de kruiswonden op haar lichaam gedragen had, juist het aantal levensjaren van Jezus Christus op aarde.

## Zaligverklaringsproces
Na haar dood verflauwde de aandacht voor Dora Visser. Pas door publicaties van de journalist B. Kerkhoffs in 1965 in dagblad De Gelderlander over de nagelaten aantekeningen van pastoor Kerkhof kwam er hernieuwde belangstelling voor de gestigmatiseerde mystica. 
In 1991 was er te Doesburg een tentoonstelling over het leven van Visser. De devotie tot Dorothea Visser speelde zich echter grotendeels in de stilte van persoonlijk gebed af. Bij haar graf te Olburgen kwamen geregeld priesters en lekengelovigen samen om te bidden en zich door Dora's stil gedragen lijden te laten inspireren tot navolging van het evangelie. 
In de zomer van 2008 werd bekend dat een zaligverklaring van Visser niet uitgesloten is; het aartsbisdom Utrecht erkende namelijk de getuigenis van ten minste één wonderbaarlijke genezing op haar voorspraak ontvangen, afkomstig van een gelovige man uit Hengelo (Gelderland). In 2013 was het onderzoek van het aartsbisdom afgerond en werd het dossier overgedragen aan de toenmalige Congregatie voor de Heilig- en Zaligsprekingsprocessen in Rome. Postulator van het zaligverklaringsproces is dr. Waldery Hilgeman.